# 意趣
| ウィキペディアには「意趣」という見出しの百科事典記事はありません（タイトルに「意趣」を含むページの一覧/「意趣」で始まるページの一覧）。 代わりにウィクショナリーのページ「意趣」が役に立つかもしれません。 |